# Красива манатарка
Красивите манатарки (Boletus calopus) са вид базидиеви гъби от семейство Манатаркови (Boletaceae).
Разпространени са в Азия и северните части на Европа и Северна Америка. Растат в иглолистни и широколистни гори през лятото и есента. Масивните плодни тела са ярко оцветени, с бежова до маслинена шапка, достигаща диаметър 15 cm, жълти пори и червеникаво стъбло, достигащо 15 cm дължина и 5 cm дебелина. Бледожълтата вътрешност посинява, когато се разчупи или нарани.